# Terlinden (familie)

Sprekend wapenschild met een groene linde

Terlinden is een adellijke familie uit de Belgische adel.

## Geschiedenis
De oorsprong van de familie Terlinden is te vinden in Rheinberg (Noordrijn-Westfalen), een stadje waar leden van deze familie vanaf de veertiende eeuw een bestuursrol vervulden.
Rond 1580, toen de aartsbisschop van Keulen het katholiek geloof afzwoer, in het huwelijk trad en toch heerser bleef, vertrok de katholieke Cornelius Terlinden naar Antwerpen, om zich na enkele jaren als brouwer in Aalst te vestigen. Zijn zoon, Imbrecht Terlinden volgde hem op. In 1676 verleende koning Karel II van Spanje erfelijke adel aan Cornelius Terlinden (1610/20-1691), een zoon van Imbrecht Terlinden en Jeanne de Smet. Hij was schepen van Aalst, algemeen ontvanger voor Aalst-Geraardsbergen en het uitgestrekte Land van Aalst. Drie generaties volgden hem hierin op.
In het begin van de negentiende eeuw trouwde Charles Terlinden in Gent en vestigde er zich. Van daar vertrok de volgende generatie naar Brussel. Charles en Prosper Terlinden, zoons van de voorgaande, waren de stamvaders van de twee Brusselse takken. Ze werden - de eerste in 1874, de tweede in 1900 - in de erfelijke Belgische adel erkend.

## Genealogie
- Cornelius Terlinden († ca. 1535), schepen en burgemeester van Rheinberg.
  - Thielman Terlinden († ca. 1597), schepen van Rheinberg.
    - Cornelius Terlinden (ca. 1550-1614), × Gertrude Stevens. Nadat de keurvorst het lutherse geloof had opgelegd, vluchtte het gezin rond 1580 naar Antwerpen. In 1592 verhuisde het naar Aalst, waar Cornelius brouwer werd en in 1610 tot schepen werd benoemd.
      - Imbrecht Terlinden (†1645), brouwer, × Jeanne de Smet. Ze kregen elf kinderen.
        - Cornelius Terlinden (1610/20-1691), schepen van Aalst, algemeen ontvanger voor Aalst en het Land van Aalst, algemeen ontvanger voor Geraardsbergen en het Land van Geraardsbergen, was de eerste Terlinden die in de adelstand werd opgenomen (11 november 1676), × Martine Boële.
          - Charles-François Terlinden (1647-1714), algemeen ontvanger zoals zijn vader, × Barbe le Mire (1688-1739), nicht van Jean Le Mire (1559-1612), genaamd Johannes Miraeus, bisschop van Antwerpen (1603-1611) en van Aubertus le Mire, genaamd Aubertus Miraeus (1573-1640), historicus en humanist.
            - Jean-Baptiste Terlinden (1698-1755), auteur van de oudste tak, uitgestorven in de mannelijke lijn 1912, × Anne-Marie Govaert (1710-1786).
              - Romain Terlinden (1743-1813), advocaat-generaal bij de Raad van Vlaanderen, burgemeester van Aalst (1808-1813) × Marie-Thérèse Govaert (1720-1780), ×× Isabelle Moreau de Thon (1763-1853).
                - Albert Terlinden (1793-1851) × Charlotte de Clippele (1797-1817), ×× Isabelle Govaert (1801-1875).
                  - Félix Terlinden (1836-1912). Zie hierna.

            - François-Antoine Terlinden (1704-1765), schepen van Aalst, × Françoise de Castaneda y Terran (1706-1746).
              - Jacques-Emmanuel Terlinden (1746-1813), × 1773 Marie-Cornelie Beeckman (1751-1818), met dertien kinderen. Hij was schepen van Aalst, stalmeester, heer van Uitbergen en eigenaar van het kasteel en domein van Uitbergen, via zijn vrouw. De buitenplaats Uitbergen kwam zo in het laatste kwart van de 18de eeuw in het bezit van de adellijke familie Terlinden. Jacques koos de zijde van de Brabantse Omwenteling en rustte op zijn kosten een compagnie infanteristen uit, die werd geleid door zijn twee oudste zonen, Jacques en Maximilien. Hij onderging de afschaffing van de adellijke status en van de erfelijke ambten. Hij verkocht het kasteel en domein in 1807 aan Emmanuel de Kerckhove d'Ousselghem (1767-1854).
                - Charles Terlinden (1794-1868), × Marie-Isabelle de Ghendt (1792-1837). Hij behoorde tot de Grande Armée, vocht onder meer in de Slag bij Leipzig en behoorde onder het Tweede Franse Keizerrijk tot de nostalgische 'napoleonisten'. Het echtpaar ging in Gent wonen en ze waren de ouders van de stichters van twee familietakken, Charles-Jacques en Prosper Terlinden, die beiden naar Brussel trokken en erkenning in de adel verkregen. Hij hertrouwde in 1839 met zijn schoonzus Françoise-Caroline de Ghendt (1794-1855). Hijzelf vroeg geen erkenning aan van adellijke status.
                  - Charles-Jacques Terlinden (1826-1891), zie hierna.
                  - Jules Terlinden (1828-1908), senator, vroeg geen erkenning in de adel aan.
                  - Prosper Terlinden (1832-1901), zie hierna.

## Félix Terlinden
- Félix Terlinden (1836-1912), kunstschilder, leerling van Gustave Courbet, vriend van Thomas Vinçotte, × Adèle Callewaert (1837-1924). Een straat in Etterbeek draagt zijn naam.
  - Adèle Terlinden (1857-1955) × Albert (de) Fraipont, met afstamming.
  - Isabelle Terlinden (1867-?) × Albert Francastel, 
    - Pierre Francastel (1900-1970), kunsthistoricus.

  - Marguerite Terlinden (1873-1901) × Téodor de Wyzewa (1863-1917), schrijver.

## Charles Terlinden
- Charles Jacques Maximilien Terlinden (Gent, 28 februari 1826 - Elsene, 15 mei 1891), promoveerde tot doctor in de rechten, werd magistraat en eindigde zijn loopbaan als Kamervoorzitter bij het hof van beroep in Brussel. Hij trouwde in 1850 in Vinderhoute met Marie Blancquaert (1830-1920). Ze kregen drie zoons en een dochter. In 1874 kreeg hij erkenning binnen de Belgische erfelijke adel. 
  - Georges Terlinden (1851-1947), procureur-generaal bij het Hof van Cassatie, kreeg in 1921 de titel burggraaf, overdraagbaar bij eerstgeboorte, trouwde in 1877 in Schaarbeek met Thérèse Eenens (1857-1912), dochter van Alexis Eenens, militair en volksvertegenwoordiger. Ze kregen vijf zoons en een dochter.
    - Charles-Alexis Terlinden (1878-1972), historicus en hoogleraar aan de Katholieke Universiteit Leuven, trouwde in 1906 in Elsene met Marguerite Orban de Xivry (1885-1912), dochter van advocaat en senator Edmond Orban de Xivry, en vervolgens in 1915 in Gent met Elisabeth Verhaegen (1889-1982), dochter van Arthur Verhaegen, architect en volksvertegenwoordiger. Hij kreeg twee zoons en een dochter uit zijn eerste huwelijk en vijf zoons en een dochter uit zijn tweede huwelijk.
      - Charles-Emmanuel Terlinden (1907-2005), voorzitter van de rechtbank van eerste aanleg in Leuven, trouwde in 1932 in Leuven met Marie Poullet (1909-2005), dochter van burggraaf Prosper Poullet, eerste minister. Ze kregen zeven dochters en drie zoons, met afstammelingen tot heden.
        - Charles-Albert Terlinden (1935-1996), × Nicole Melot (echtscheiding in 1978), ×× Chantal Roegiers.
          - Charles-Henri Terlinden (1967- ), voorzitter van de familievereniging Terlinden, Executive Director & Chief Risk Officer bij Bpost Bank, × Ann-Michèle Verheyden, met nakomelingen.

      - Pierre-Edmond Terlinden (1908-1999), trouwde in 1930 in Parijs met Suzanne-Marie Hye de Crom (1901-2000). Het huwelijk bleef kinderloos.
      - Jacqueline Terlinden (1912-2007), trouwde met graaf Ludovico Ruffo di Calabria (1885-1952), oom van koningin Paola. Het huwelijk bleef kinderloos.
      - Etienne Terlinden (1916-2005), trouwde in 1940 in Brussel met Elisabeth Pouppez de Kettenis de Hollaeken (1920-2010). Ze kregen drie zoons en een dochter, met afstammelingen tot heden.
      - Jean Terlinden (1917-2015), voorzitter van het hof van beroep in Brussel, trouwde in 1944 (echtscheiding 1961) in Elsene met jkvr. Françoise Calmeyn (1920-2008), dochter van jhr. Pierre Calmeyn, burgemeester van Drogenbos en vervolgens in 1977 met Marie-Gabrielle de Diesbach Belleroche (1943-1999). Hij kreeg een zoon en twee dochters uit zijn eerste huwelijk, zonder verdere naamdragers. Tijdens de Tweede Wereldoorlog was hij lid van de inlichtingengroep Zero.
      - André Terlinden (1920-1983), burgerlijk ingenieur, trouwde in 1949 (echtscheiding in 1973) in Etterbeek met Madeleine de Woot de Trixhe (1927-2017), met een zoon en twee dochters uit dit huwelijk, en vervolgens in 1973 in Ukkel met Colette Nothomb (1922-2013), dochter van senator Pierre Nothomb, voordien gehuwd met Baudouin Roelants du Vivier (1917-2011).
      - Claire Terlinden (1923-2022), trouwde in 1947 in Elsene met ridder Hugues de Pierpont (1917-2004). Ze kregen zes zoons, met afstammelingen tot heden.
      - Jacques Terlinden (1927-2011), trouwde in 1952 met Myriam de le Court. Ze kregen twee zoons en drie dochters, met afstammelingen tot heden.
      - Thierry Terlinden (1931-2015), burgerlijk ingenieur, trouwde in 1957 in Elsene met Evelyne de Lantsheere (1937-2018). Ze kregen twee zoons en een dochter, met afstammelingen tot heden.

    - Georges Terlinden (1879-1912), trouwde in 1902 in Pepinster met burggravin Madeleine Davignon (1881-1962), dochter van Julien Davignon, senator, volksvertegenwoordiger en minister van Buitenlandse Zaken. Ze kregen een zoon en twee dochters, met afstammelingen tot heden.
      - Philippe Terlinden (1906-1978), trouwde in 1946 in Elsene met Nadejda Maltzoff (1915-2011). Ze kregen twee zoons en een dochter, met afstammelingen tot heden. In 1925 kreeg hij de titel baron, overdraagbaar bij eerstgeboorte.

    - Marthe Terlinden (1881-1978), trouwde in 1906 in Schaarbeek met baron Gaston de Bethune (1877-1966). Ze kregen twee zoons en drie dochters, met afstammelingen tot heden.
      - Ade Bethune, kunstenares.[1].

    - Jacques Terlinden (1885-1978), luitenant-generaal, trouwde in 1924 in Brussel met Germaine Ectors (1894-1970), dochter van Jacques Ectors en Clotilde Van Hoorde, kleindochter van senator Felix Ectors. Ze kregen twee zoons en twee dochters, met afstammelingen tot heden. In 1925 kreeg hij de titel baron, overdraagbaar bij mannelijke eerstgeboorte.
      - Françoise Terlinden (1926-1991) x Daniel de Duve (1924-2023).
      - Maximilien Terlinden (1927-2016), baron, kolonel SBH, trouwde in 1956 in Ukkel met Geneviève Van der Rest (1935-2002), dochter van Pierre Van der Rest (1910-1999) en van Yvonne de Brouwer (1911-2009). Ze kregen vijf zoons en twee dochters, met afstammelingen tot heden.
        - Thérèse Terlinden (1957- ), getrouwd met Marc Wauters. Ze is stichter en bestuurder van Les petits belges, een vereniging voor jonge Belgen van allochtone afkomst.[2]
        - Jacques Terlinden (1958- ), baron, burgerlijk ingenieur, trouwde met Anne Jonckheere. Ze kregen een zoon en twee dochters, met afstammelingen tot heden.
        - Anne Terlinden (1959- ) × 1982 (echtscheiding 2006) Jean-Jacques Van Hoof (1954- ), ×× Philippe Donneau.
        - Daniel Terlinden (1961- ), schrijnwerker-beeldhouwer, × Agnès Thonard du Temple (1965- ).
        - Etienne Terlinden (1965- ), oblaat cisterciënzer.
        - Didier Terlinden (1965-), bio-ingenieur, werkzaam in de hoeve Nos Pilifs, beschutte werkplaats.
        - Luc Terlinden (1968- ), aartsbisschop van het aartsbisdom Mechelen-Brussel.

      - Michel (1929-2002), × Gwennolée le Gentil de Rosmorduc (1933- ) en ze hadden vier kinderen. Hij was kolonel-piloot, professor aan de Krijgsschool, stichtend voorzitter van de Vrienden van het Luchtvaartmuseum[3] en voorzitter van de Société royale de philantropie. Het echtpaar kreeg twee zoons en twee dochters, met afstammelingen tot heden.

    - André Terlinden (1888-1945), baron, burgerlijk ingenieur, militair, kabinetschef van de minister van Financiën, trouwde in 1917 in La Membrolle-sur-Choisille met Madeleine Hainguerlot (1895-1964). Ze kregen vier zoons en vijf dochters, met afstammelingen tot heden. In 1925 kreeg hij de titel baron, overdraagbaar bij eerstgeboorte.
      - Georges Terlinden (1919-1983), kolonel-vlieger, getrouwd met Thérèse Van der Linden (1925-2009), met een dochter en zes zoons.
        - André Terlinden (1950- ), voorzitter van de familievereniging Terlinden, × Brigitte de Moffarts (1954- ).
        - Stéphane Terlinden (1964- ), ceramist, × Muriel de Potesta de Waleffe (1965- ).[4]

      - Jacqueline Terlinden (1921-1964) × generaal Jean Compagnon (1916-2011). Na haar vroegtijdige dood hertrouwde hij met Sylvie Palewski, dochter van volksvertegenwoordiger Jean-Paul Palewski (1898-1976).
        - Antoine Compagnon (1950- ), schrijver, professor aan het Collège de France, lid van de Académie française (2022).[5]

      - François Terlinden (1938-2007), architect-stedenbouwkundige, medestichter van de Archives et Musée de l'Architecture, restaurateur van het Instrumentenmuseum in Brussel, × Francine de Potter (1939-2005).

    - Étienne Terlinden (1891-1914), advocaat, gesneuveld in Duffel op 5 oktober 1914.

  - Oscar Terlinden (1853-1916), generaal-majoor.
  - Marie Terlinden (1856-1953) × ridder Philippe de Wouters de Bouchout (1857-1935), burgemeester van Roosbeek-Neerbutsel. Ze kregen vier zoons en zes dochters, met afstammelingen tot heden.
  - Paul Terlinden (1858-1935), advocaat, volksvertegenwoordiger, burgemeester van Rixensart, trouwde in 1883 in Sint-Gillis met Valentine Bosquet (1862-1941). Ze kregen drie zoons en een dochter, zonder verdere afstammelingen.

## Prosper Terlinden
- Prosper Marie Edouard Eugène Terlinden (Gent, 15 april 1832 - Mechelen, 23 februari 1901), luitenant-kolonel bij de cavalerie, werd in 1900 erkend in de Belgische erfelijke adel. Hij trouwde in 1866 in Brussel met Alix Pieters (1844-1922).
  - Edmond Terlinden (1884-1925), majoor, trouwde in 1911 in Aalst met barones Paule de Bethune (1890-1968).
    - Guy Terlinden (1913-2000), kreeg in 1971 de titel baron, overdraagbaar bij eerstgeboorte. Hij trouwde in 1935 met Marie de Cartier d'Yves (1914-1974), met afstammelingen tot heden.
    - Leon Terlinden (1916-1997), kreeg in 1971 de titel baron, overdraagbaar bij eerstgeboorte. Hij was squadron leader bij de Royal Air Force en trouwde in 1944 (echtscheiding in 1979) in Londen met Evelyn Bardach (1918-1985) en in 1979 in Vancouver met Larissa Gorenko (1918-2003). Hij kreeg zes kinderen, maar zonder vooruitzicht van verdere mannelijke afstammelingen.
    - Robert Terlinden (1921-1999), directeur-generaal van de Groupe Bruxelles Lambert, beheerder BRUFINA, voorzitter Compagnie Urbaine UAP, trouwde in 1950 in Porto met Adelaïde de Almeida Ventura (1920-2016), met afstammelingen tot heden. Hij kreeg in 1971 de titel baron, overdraagbaar bij eerstgeboorte.
      - Bernard Terlinden (1954- ), trouwde met Catherine Jolly, dochter van burggraaf Reginald Jolly, met afstammelingen tot heden.
      - Christian Terlinden (1959- ), trouwde met Sophie van Yperseele de Strihou, dochter van baron Hervé van Yperseele de Strihou, met afstammelingen tot heden.

## Wapenspreuk
De algemene familiale wapenspreuk luidt:
- Jure injuria vincitur.

Er bestaan voor sommige familietakken afzonderlijke wapenspreuken:
- Den koning getrouw terlinden, voor baron Paul Terlinden en zijn afstammelingen.
- Fide armisque, voor de barons Guy, Leon, Robert Terlinden en hun afstammelingen.

Luc Terlinden, aartsbisschop van Mechelen-Brussel, heeft als bisschopsleuze gekozen:
- Fratelli tutti, naar de titel van de derde encycliek van paus Franciscus (2020).

## Voetnoten
1. ↑   Adelaïde de Bethune-Terlinden
2. ↑  Webstek van Les petits belges. Gearchiveerd op 12 juli 2023. Geraadpleegd op 13 juli 2023.
3. ↑   Vrienden van het Luchtvaartmuseum
4. ↑   Stéphane Terlinden
5. ↑   Antoine Compagnon.